# Daniel Heinrich Arnoldt
Pour les articles homonymes, voir Arnoldt.
Daniel Heinrich Arnoldt, né le 7 décembre 1706 à Königsberg et mort le 30 juillet 1775 dans la même ville, est un théologien luthérien allemand, ecclésiastique et surintendant général de Königsberg à partir de 1770.

## Biographie
Daniel Heinrich Arnoldt naît le 7 décembre 1706 à Königsberg.
Il reçoit sa formation dans les écoles de sa ville natale, à l'université locale et à celle de Halle. C'est là qu'il apprend la philosophie wolfienne.